# Styphelia psiloclada
Styphelia psiloclada är en ljungväxtart som beskrevs av J.M. Powell. Styphelia psiloclada ingår i släktet Styphelia och familjen ljungväxter. Inga underarter finns listade i Catalogue of Life.